# Claudio Rodríguez Medellín
Claudio Rodríguez y Medellín (Torreón, Coahuila; 29 de diciembre de 1977) es un conductor de televisión mexicano, más conocido por su carrera en el canal de videos Telehit y por su faceta de comentarista de artes marciales mixtas (MMA).
Dentro de Telehit, ha entrevistado a artistas como Black Sabbath, Muse, The Cure, Marilyn Manson, Red Hot Chilli Peppers, The Rolling Stones, Metallica, Green Day, Pink, Judas Priest, Kanye West, Beyonce, Coldplay, Evanescence, Billie Eilish, Arctic Monkeys entre otros artistas internacionales y personalidades de otros ramos como Guillermo del Toro, Brad Pitt y Hillary Clinton.
Ha conducido eventos como Premios Telehit, Festival Vive Latino, Teletón, Espacio Televisa, Espacio USA, Festival Acapulco, Festival Música por la Tierra, Cumbre Tajin, México Suena.

## Biografía

### Primeros años
Nació en la ciudad de Torreón, en el estado de Coahuila. Estudió la licenciatura en Comunicación y Relaciones Públicas en la Universidad Latinoamericana (ULA) de la Ciudad de México.

### Carrera
La carrera de Rodríguez Medellín inició en un programa de su natal Torreón llamado Desde la Esquina, para luego hacer un casting en la cadena Telehit en 2002. En este canal condujo programas de videos y especiales con artistas; era el conductor con más años dentro del canal hasta su salida de la misma en 2020.
En 2004 condujo el programa Versus, para después ser reemplazado por el programa de variedades Calibre 45, también conducido por Rodríguez Medellín. También fue los lunes, miércoles y viernes el conductor del programa de opinión ID.
En 2008 comienza con su nuevo programa Soundcheck, un late night show con invitados, entrevistas y música en vivo. 
Al año siguiente en 2009, se une a las filas de Televisa Deportes como comentarista de la Ultimate Fighting Championship (UFC), la empresa de artes marciales mixtas más importante. El mismo Claudio comenta que es una de las participaciones que más valora, pues le da la oportunidad de ampliar su público. 
Rodríguez Medellín comienza Soy una Reata a mediados de 2010, programa de conocimientos musicales con concursantes. Sus participaciones más importantes se daban en Maratón Telehit, viernes en el espacio de 6:00 a 8:00 p. m., y en su programa Claudio, con transmisiones de martes a jueves 2:00 p. m. a 2:30 p. m..
Más adelante en 2014, Claudio apareció en la serie de Telehit, Cuenta pendiente.
En 2020, tras 18 años, Claudio deja de trabajar en Telehit y desde entonces vía su canal de YouTube transmite un programa desde su departamento llamado La Encerrona donde habla de música, cine, deportes, tendencias y muchas cosas más. También forma parte en la narración de la promoción mexicana de MMA, Budo Sento Championship.